# Psectrocladius barbatitarsis
Psectrocladius barbatitarsis är en tvåvingeart som beskrevs av Jean-Jacques Kieffer 1915. Psectrocladius barbatitarsis ingår i släktet Psectrocladius och familjen fjädermyggor.
Artens utbredningsområde är Tyskland. Inga underarter finns listade i Catalogue of Life.